# Рушевиц, Волдемарс
Волдемарс Рушевиц (латыш. Voldemārs Rušēvics; 25 августа 1907, Смоленск — 15 января 1995, Каламазу, штат Мичиган) — латвийский скрипач.
С 11-летнего возраста учился играть на скрипке. В 1924 году вместе с семьёй перебрался в Латвию, где окончил Латвийскую консерваторию (1931) по классу Адольфа Меца. В 1935—1936 гг. совершенствовал своё мастерство в Париже под руководством Ивана Галамяна.
С 1928 года играл в Симфоническом оркестре Латвийского радио, в дальнейшем занимал пост концертмейстера вторых скрипок, затем первого концертмейстера. Одновременно с 1933 года выступал в составе так называемого Трио профессора Витола, с пианистом Янисом Кепитисом и виолончелистом Атисом Тейхманисом — всем троим выпускникам консерватории протежировал её директор Язеп Витолс. С 1940 г. также вторая скрипка Латвийского струнного квартета (примариус Арвидс Норитис). В 1940—1944 гг. преподавал в Латвийской консерватории.
В конце 1944 г. перед наступлением советских войск бежал в Германию. В 1945 г. вместе с другими музыкантами-беженцами — Норитисом, Эдуардом Винертом и Тейхманисом — восстановил Латвийский струнный квартет, в составе которого в последующие годы дал около 450 концертов в разных странах Европы. С 1950 г. жил и работал в США: преподавал в Колледже Каламазу скрипку (с 1955 г. также и русский язык), концертмейстер Симфонического оркестра Каламазу, с которым выступал и как солист.